# دیوار مرزی افغانستان و پاکستان
دیوار مرزی افغانستان و پاکستان (انگلیسی: Afghanistan–Pakistan border barrier) به دیوار مرزی گفته می‌شود که پاکستان از مارس ۲۰۱۷ در امتداد مرز خود با افغانستان ساخته است. هدف از ایجاد این مانع جلوگیری از تروریسم، قاچاق اسلحه و مواد مخدر و همچنین پناهندگان، مهاجرت غیرقانونی، قاچاق و نفوذ در مرز بین‌المللی افغانستان و پاکستان به طول تقریبی ۲۶۷۰ کیلومتر (۱۶۶۰ مایل) است.
مرز افغانستان و پاکستان توسط هشت گذرگاه رسمی و نزدیک به ۱۰۰۰  قلعه نظامی حفاظت می‌شود. علاوه بر این قلعه‌ها، سمت پاکستانی مرز نیز با بیش از ۱۲۰۰ پاسگاه مرزی کنترل شده است. بیش از ۴۰۰ قلعه تنها در منطقه شمال غربی وجود دارد که با دوربین‌ها و برج‌های دیده‌بانی کامل شده‌اند، در حالی که بیش از ۸۰۰ پهپاد به حفاظت و کنترل دیوار کمک می‌کنند. مرز بخش بلوچستان با پاکستان با حدود ۶۰۰ قلعه مشخص شده است. قبل از تصرف افغانستان توسط طالبان در سال ۲۰۲۱، دیوار و سایر اقدامات برای جلوگیری از عبور آزادانه طالبان افغانستان و طالبان پاکستانی از مرز برای هماهنگی و انجام حملات علیه دولت‌های افغانستان و پاکستان و فرار از مقامات دو طرف طراحی شده بود. علیرغم اینکه دو سازمان طالبان ادعا می‌کنند کاملاً از یکدیگر جدا هستند، رهبران طالبان افغان در کمپ‌های پناهندگان افغانستانی در پاکستان فعالیت می‌کنند و رهبران طالبان پاکستانی در حالی که به طور سیستمی یک شبکه مشترک شبه نظامی را با همتایان افغان خود هماهنگ می‌کنند، از مجریان قانون پاکستان در افغانستان تحت کنترل طالبان پنهان شده‌اند.

## نقشه‌های اولیه حصار‌کشی
در سپتامبر ۲۰۰۵، پاکستان اعلام کرد که قصد دارد یک حصار به طول ۲۴۰۰ کیلومتر (۱۵۰۰ مایل) در امتداد مرز خود با افغانستان بسازد تا از ورود شورشیان و قاچاقچیان مواد مخدر بین دو کشور جلوگیری کند. استحکامات و حصار پیشنهادی اولیه در سال ۲۰۰۵ توسط ایالات متحده پشتیبانی شد. سرلشکر شوکت سلطان، سخنگوی سابق ارتش پاکستان، گفت که این اقدام برای جلوگیری از نفوذ شبه نظامیان از طریق مرز به پاکستان ضروری است. پرویز مشرف، رئیس‌جمهور سابق پاکستان، بعداً پیشنهاد کرد که مرز را نیز مین‌گذاری کنند.
طرح‌های حصارکشی و مین‌گذاری مرز دوباره در سال ۲۰۰۷ و سپس در سال ۲۰۰۹ مورد بررسی قرار گرفت، اما به طور کامل اجرا نشد. با این حال، بخشی به طول ۳۵ کیلومتر (۲۲ مایل) در امتداد مناطق مرزی منتخب حصارکشی شد، اما به دلیل کمبود بودجه، کار متوقف شد. در ژوئن ۲۰۱۱، سرلشکر اطهر عباس، سخنگوی وقت ارتش، گفت: «ما حدود ۳۵ کیلومتر از منطقه مرزی را حصارکشی کردیم، زیرا با تهاجم‌های مداوم شبه‌نظامیان مواجه بودیم. این یک پروژه مشترک بین آیساف و افغانستان بود که بعد از آن آنها عقب‌نشینی کردند. این یک پروژه بسیار پرهزینه بود.» در دوران مشرف، پاکستان یک سیستم بیومتریک در گذرگاه‌های مرزی نصب کرد. افغانستان به این سیستم اعتراض داشت. سیستم بیومتریک در مرز همچنان دست نخورده باقی مانده است، اگرچه هنوز به طور کامل عملیاتی نشده است.

## ترددات مرزی
مرز افغانستان و پاکستان روزانه شاهد تردد هزاران نفر از طریق گذرگاه‌های مرزی مختلف است. هزاران کامیون نیز از این نقاط برای جابجایی کالا از پاکستان به افغانستان و آسیای میانه و برعکس استفاده می‌کنند. آمار موجود در «خراسان دیاری»، یک پورتال خبری مستقل، نشان می‌دهد که در یک سال، ۱,۳۷۴,۳۹۴ نفر از هر دو طرف عبور کرده‌اند و در همین بازه زمانی ۲۳۴,۹۴۴ وسیله نقلیه از پایانه مرزی عبور کرده‌اند.